# Marius Anton van Willigen
Marius Anton van Willigen (* 20. September 1962 in Haren) ist ein niederländischer Theologe reformierten Bekenntnisses.

## Leben
Marius Anton van Willigen besuchte das Reformierte Lyzeum in Groningen. Danach studierte er die griechischen und lateinischen Sprachen und Kulturen an der Universität Groningen, wo er 1988 seinen Abschluss machte. Von 1986 bis 2018 unterrichtete er fast 25 Jahre an zwei Gymnasien und zwei Gymnasien Griechisch und Latein, und er unterrichtete 28 Jahre lang Alte Geschichte an einer Fachhochschule. Außerdem unterrichtete er mehrere Jahre NT-Griechisch an der Protestantischen Theologischen Universität. 2008 promovierte er in Nimwegen über die Predigt über Joseph des Kirchenvaters Ambrosius. In den folgenden vier Jahren war er Gastforscher an der Universität Tilburg. Einige Monate nach seiner Doktorarbeit gründete er die Stichting Bijbeluitleg Vroege Kerk, eine Stiftung, die die Veröffentlichung von Studien auf dem Gebiet der Alten Kirche ermöglicht, und errichtete dort auch den Lehrstuhl für die Bibelinterpretation der Alten Kirche.
Im Jahr 2019 wurde Van Willigen durch zum außerordentlichen Professor für die Bibelinterpretation der Alten Kirche an der Theologische Universität Apeldoorn berufen.

## Schriften (Auswahl)
- Ambrosii Episcopi Mediolanensis De Ioseph. Zoetermeer 2008, ISBN 9023923286.
- Dagboek vroege kerk. Twaalf preken over de Psalmen van Ambrosius, Augustinus, Chrysostomus en Eusebius van Caesarea. Heerenveen 2010, ISBN 9058299929.
- Christus volgen. Doop en avondmaal in de Vroege Kerk. Heerenveen 2015, ISBN 9088970955.
- Met Christus verbonden. Leven uit doop en avondmaal in de Vroege Kerk. Heerenveen 2016, ISBN 9088971242.